# برايان سميث (لاعب كرة قاعدة)
برايان سميث (بالإنجليزية: Brian Smith)‏ هو لاعب كرة قاعدة أمريكي، ولد في 17 سبتمبر 1972 في ساليسبري في الولايات المتحدة.

## وصلات خارجية
- برايان سميث على موقعبيزبول رفرنس.كوم (الدوري الرئيسي) (الإنجليزية)
- برايان سميث على موقعبيزبول رفرنس.كوم (الدوري الثانوي) (الإنجليزية)